# Lukáš Kalvach
Lukáš Kalvach (19 juli 1995) is een Tsjechisch voetballer die doorgaans speelt als defensieve middenvelder. Hij werd in juli 2019 door FC Viktoria Pilsen overgenomen van SK Sigma Olomouc. In oktober 2019 maakte Kalvach zijn debuut voor het Tsjechisch voetbalelftal.

## Clubcarrière
Lukáš Kalvach genoot zijn jeugdopleiding bij SK Sigma Olomouc. In het seizoen 2015/2016 maakte hij zijn debuut bij het tweede elftal, toen uitkomend in de tweede afdeling. Het daaropvolgende seizoen werd Kalvach één seizoen verhuurd aan FC MAS Táborsko waarna hij het seizoen daarop terug aansloot bij het eerste elftal van Sigam Olomouc. Op 30 juli 2017 maakte hij zijn debuut op het hoogste Tsjechische niveau in de met 1–2 gewonnen wedstrijd tegen FK Mladá Boleslav. Kalvach speelde de volledige wedstrijd. In juli 2019 maakte hij de overstap naar reeksgenoot FC Viktoria Pilsen.

## Clubstatistieken
| Seizoen   | Club               | Competitie   | Competitie | Competitie | Beker | Beker | Internationaal | Internationaal | Totaal | Totaal |
| Seizoen   | Club               | Competitie   | Wed.       | Dlp.       | Wed.  | Dlp.  | Wed.           | Dlp.           | Wed.   | Dlp.   |
| --------- | ------------------ | ------------ | ---------- | ---------- | ----- | ----- | -------------- | -------------- | ------ | ------ |
| 2015/2016 | SK Sigma Olomouc B | FNL          | 26         | 0          | 0     | 0     | –              | –              | 26     | 0      |
| 2016/2017 | → FC MAS Táborsko  | FNL          | 23         | 0          | 3     | 0     | –              | –              | 26     | 3      |
| 2017/2018 | SK Sigma Olomouc   | Fortuna liga | 29         | 0          | 1     | 0     | –              | –              | 30     | 0      |
| 2018/2019 | SK Sigma Olomouc   | Fortuna liga | 30         | 2          | 3     | 0     | 4              | 0              | 37     | 2      |
| 2019/2020 | FC Viktoria Pilsen | Fortuna liga | 11         | 2          | 0     | 0     | 4              | 0              | 12     | 2      |
| Totaal    | Totaal             | Totaal       | 119        | 4          | 7     | 0     | 8              | 0              | 134    | 4      |

Bijgewerkt op 15 oktober 2019.

## Interlandcarrière
Kalvach is een voormalig Tsjechisch jeugdinternational. Door bondscoach Jaroslav Silhavý werd hij in september 2019 bij de selectie gehaald met het oog op de kwalificatiewedstrijden EK 2020 tegen Kosovo en Montenegro. In geen van beide wedstrijden kreeg Kalvach speelminuten. Op 14 oktober 2019 maakte hij zijn officieel debuut voor het nationale team. In een oefenwedstrijd tegen Noord-Ierland mocht hij de wedstrijd starten en werd aan de rust vervangen door Vladimír Darida. De wedstrijd werd met 2–3 verloren.